# Elisabeth Déglise
Elisabeth Déglise (Fribourg, 20 december 1931 - Villarsel-sur-Marly, 11 april 1999) was een Zwitserse politica voor de Christendomcratische Volkspartij (CVP/PDC) uit het kanton Fribourg.

## Biografie
Elisabeth Déglise behaalde in 1951 een bachelordiploma aan de hoge handelsschool van Fribourg. Vanaf 1963 engageerde zij zich in het sociale leven. Zo was zij onder meer oprichtster van een dienst voor familiehulp en was zij van 1978 tot 1993 voorzitster van de Fribourgse federatie van familiehulpdiensten. Van 1971 tot 1987 was zij lid van de Grote Raad van Fribourg, waarvan zij in 1986 de eerste vrouwelijke voorzitter was. Bij de Zwitserse parlementsverkiezingen van 1987 werd zij verkozen in de Nationale Raad, waar zij zetelde van 30 november 1987 tot 24 november 1991. Van 1992 tot 1996 was zij vervolgens burgemeester van Villarsel-sur-Marly. Op politiek vlak was Déglise vooral actief in sociale thema's. Vanaf 1994 diende ze als plaatsvervangend rechter in de arrondissementsrechtbank van Sarine.